# Emanuel Ungaro

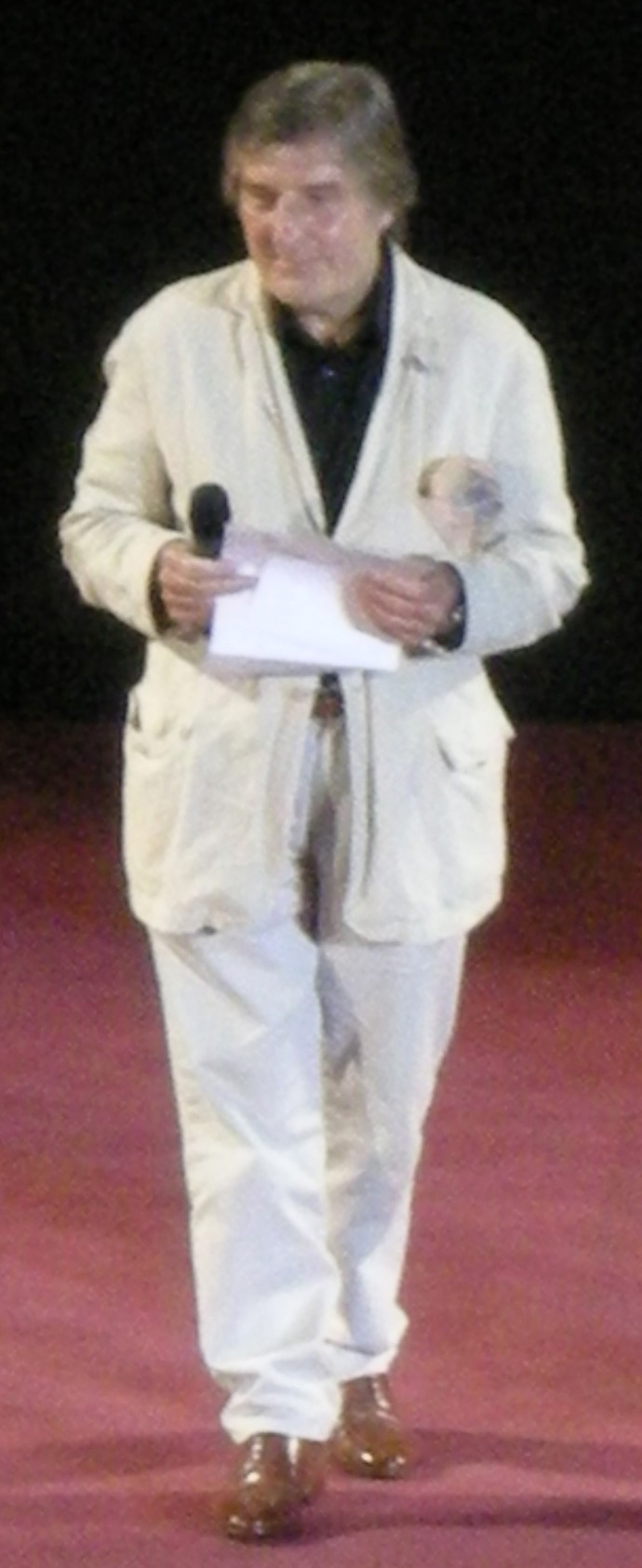
Emanuel Ungaro (2009)

Emanuel Ungaro (* 13. Februar 1933 in Aix-en-Provence; † 21. Dezember 2019 in Paris) war ein französischer Modedesigner. Er begründete das nach ihm benannte Unternehmen für Damen- und Herrenmode sowie Accessoires.

## Werdegang
Der Sohn italienischer Eltern begann seine Laufbahn in den frühen 1950er Jahren als einfacher Schneider in Aix-en-Provence. Ungaro schuf Kleider für seine Schwestern, welche Gelegenheit hatten, diese bei Festlichkeiten der gehobenen Gesellschaftsschichten in Italien zu tragen und seine Fertigkeiten auf diese Weise bekannt zu machen. Er arbeitete in Folge als Stilist, zog nach Paris und wechselte 1955 als Designer zu Cristobal Balenciaga. 1958 wurde er Chefdesigner bei Balenciaga, verließ das Unternehmen aber 1964, um im Jahr darauf zusammen mit seiner damaligen Lebensgefährtin, der Textildesignerin Sonia Knapp, sein eigenes, nach ihm benanntes Haute-Couture-Modelabel in Paris zu gründen. Knapp blieb bis Ende der 1980er Jahre Ungaros Geschäftspartnerin. Anfang der 1960er arbeitete er zudem für Courrèges und schuf dort futuristische Modelle.
Bekannt wurde Ungaro für seine außergewöhnliche Arbeitsweise: Er entwarf ganze Kollektionen ohne vorherige Skizzen direkt am Modell, wobei er – bei klassischer Musik – die Stoffe direkt auf das Mannequin drapierte, modellierte, zupfte, steckte, glättete und faltete, „bis auch die raffinierteste Robe auf den Leib geschneidert war“. Seine erste Haute-Couture-Kollektion umfasste lediglich 17 Modelle, erregte aber die Aufmerksamkeit der Fachpresse und die von zahlungskräftigen Kundinnen wie Jackie Kennedy oder Marie Helène de Rothschild. Seine Damenmode mit den in der Regel großformatigen, farbenfrohen, oft floralen Printmustern auf luftigen, wallenden Stoffen, war stets elegant, sehr feminin, verführerisch und sexy. Bereits 1967 zog das Haus Ungaro in die edle Modestraße Avenue Montaigne n° 2 im 8. Arrondissement um, wo sich das Haupthaus und der Flagshipstore des Unternehmens bis 2012 befanden. Ein Jahr darauf präsentierte er seine erste Prêt-à-porter-Kollektion unter dem Namen Ungaro Parallèle im Erdgeschoss der Boutique. 1973 lancierte er seine Herrenkollektion Ungaro Uomo.
Ungaro war Mitte der 1980er Jahre mit der französischen Schauspielerin Anouk Aimée liiert und ab 1988 mit der Florentinerin Laura Bernabei Fanfani verheiratet, mit welcher er eine Tochter hatte, die – nach seinem Vater Cosimo Ungaro – Cosima (* 1990) heißt.

## Das Unternehmen Ungaro
In den 1970ern expandierte Ungaro nach Japan und in die USA. In den 1980ern wurden zahlreiche Parfums unter seinem Namen lanciert. Das Haus Ungaro vergab im Laufe der Zeit zahlreiche Lizenzen, bspw. für untergeordnete Modelinien oder Parfums, Mitte der 1990er waren es an die siebzig. Da es einen finanzkräftigen Partner brauchte, wurde es 1996 von der italienischen Ferragamo-Gruppe für ca. $ 50 Mio. zu 75 % übernommen, Ungaro blieb mit 25 % Minderheitsaktionär und weiterhin Präsident des Unternehmens sowie der für alle Kollektionen verantwortliche Art Director. Ab 1997 übertrug er das Design der Prêt-à-porter-Kollektionen jedoch seinem Assistenten Giambattista Valli, um sich selbst um die Haute Couture zu kümmern. Ende der 1990er, die Glanzzeit des Hauses Ungaro, kam eine Accessoires-Kollektion einschließlich Handtaschen und Schuhen hinzu. Die äußerst kostenintensive Haute-Couture-Linie wurde 2004 eingestellt und Emanuel Ungaro selbst verließ nach einer sechsmonatigen Phase, in der er nichts mehr designt hatte, ebenso wie Valli, das von ihm gegründete Unternehmen.

### Ungaro ohne Ungaro
Im Herbst 2005 setzte Ferragamo den Franzosen Vincent Darré als Chef-Stilisten ein und verkaufte das Haus Ungaro schließlich an den pakistanisch-amerikanischen Investor Asim Abdullah und dessen Holding Aimz. Im Herbst 2006 übertrug die Ungaro-Gruppe die künstlerische Leitung des Unternehmens dem norwegischen Modedesigner Peter Dundas, welcher zuvor Chef-Designer bei Roberto Cavalli war und Erfahrungen bei Christian Lacroix und Jean-Paul Gaultier gesammelt hatte. Ihm folgte 2007 der kolumbianische Jungdesigner Esteban Cortazar nach. Im selben Jahr löste Franck Boclet, ein ehemaliger Designer für Francesco Smalto, Jose Levy (seit 2005 bei Ungaro) als Herrenmoden-Designer ab. Ende 2009 wurde die wenig bekannte Estrella Archs, eine ehemalige Designerin für Nina Ricci, Cacharel und Emilio Pucci, als Damenmoden-Designerin eingesetzt; die US-amerikanische Sängerin Lindsay Lohan fungierte als ihre Stilberaterin. Cortazar hatte sich zuvor geweigert, mit Lohan oder anderen Promi-Stilberatern, wie Paris Hilton oder Lizzie Jagger, zusammenzuarbeiten. Die Präsentation von Archs und Lohan erntete im Oktober 2009 von der Presse scharfe Kritik und Spott, wurde als „Katastrophenschau“ bezeichnet. Auch Firmengründer Emanuel Ungaro äußerte sein Missfallen und nannte sie ein „Desaster“. Nach der Trennung von Lohan im März 2010 präsentierte Archs die folgende Kollektion wieder alleine. Im April 2010 verließ Boclet das Unternehmen; die Herrenmode-Sparte von Ungaro wurde auf Eis gelegt. Ende Mai 2010 gab das Haus Ungaro bekannt, dass der Brite Giles Deacon, ehemals Designer bei Bottega Veneta und Gucci, die Nachfolge von Archs als Chef-Designer der Damenmode antreten werde. Deacon blieb allerdings nur bis September 2011 im Unternehmen. Zu seiner Nachfolgerin wurde einen Monat später eine Mitarbeiterin des Design-Teams, Jeanne Labib-Lamour, bestimmt. Bei den Pariser Modenschauen für Herbst/Winter 2012 im März des Jahres war die Marke Ungaro nicht vertreten, und der italienische Produktionspartner für deren Damenmode gab bekannt, das beiderseitige Vertragsverhältnis, das 2010 unter Deacon geschlossen worden war, beendet zu haben.
Emanuel Ungaro zog sich nach seinem Ausscheiden mit seiner Familie ins Privatleben in Aix-en-Provence zurück und hatte seit seinem Weggang keinerlei Verbindung mehr zu seinem ehemaligen Unternehmen.

### Neustart als Lizenzmarke
Anfang 2012 wurde das Aushängeschild der Marke Ungaro seit 1967, der elegante Ungaro-Flagshipstore im Erdgeschoss der Edelmeile Avenue Montaigne No. 2 in Paris, verkauft, und an die Giorgio Armani SpA übergeben. Der Firmensitz blieb allerdings in einem Obergeschoss an der gleichen Adresse erhalten. Ende 2012 verkündete die italienische AEFFE-Gruppe (Alberta Ferretti, Moschino, Pollini), dass ein siebenjähriger Exklusiv-Lizenzvertrag über Damenmode sowie Accessoires (Produktion und weltweiter Vertrieb) mit dem Haus Ungaro geschlossen worden sei. Die erste Kollektion unter dem von AEFFE benannten Ungaro-Designer Fausto Puglisi aus Sizilien werde im Frühjahr 2013 bei den Pariser Modewochen präsentiert. Die Lizenz für die Damen-Zweitlinie Ungaro Fuchsia lag ab 2004 bei der italienischen Mariella Burani Fashion Group, die unter anderem von 2002 bis 2012 Mehrheitsaktionär von René Lezard war, ab 2010 unter Schutz vor Gläubigern im Insolvenzverfahren stand und 2012 aufgelöst wurde. Für die 2010 stillgelegte Ungaro-Herrenmode, Ungaro Homme, bestehen seither wieder Lizenzverträge mit der französischen Izaris Groupe sowie asiatischen Modeherstellern (Südkorea, Thailand). Die Parfümlizenz ist an Ferragamo Parfums vergeben. Das Haus Ungaro bestand demnach, ähnlich wie inzwischen die einstige Haute Couture Modemarke Christian Lacroix, lediglich aus dem Lizenzgeschäft. Die Zusammenarbeit mit AEFFE wurde 2015 beendet; der Designer Fausto Puglisi wurde von Ungaro behalten. Die Fertigung der Entwürfe übernahm fortan in Lizenz der italienische Hersteller Modalis Group (Studio Roscini). 2016 wurde Philippe Paubert, der von 1992 bis 2000 unter Emanuel Ungaro gearbeitet hatte, für die neu aufgelegte Herrenmode-Sparte Ungaro Homme als Designer engagiert. Die Lizenz für die Ungaro-Herrenmode liegt bei der italienischen Alea Fashion Industries.

### Neuausrichtung ab 2017
Anfang 2017 sagte Ungaro die Teilnahme an der Paris Fashion Week ab und verkündete, dass die Damenkollektion Herbst/Winter 2017/18 nicht produziert werde, weil der Lizenzpartner Modalis Group insolvent sei. Im März 2017 trennte sich das Haus von Fausto Puglisi, ernannte im Rahmen einer Neuausrichtung den Italiener Marco Colagrossi zum Kreativdirektor und übernahm die Fertigung der Kollektionen wieder selbst.
Ende 2017 übernahm der Mitbegründer der britischen Damenschuh-Marke Malone Souliers, Roy Luwolt, 30 % der Anteile der Emanuel Ungaro SAS von Asim Abdullah und wurde zum CEO von Ungaro ernannt. Daraufhin präsentierte Ungaro im Januar 2018 die Damenschuhkollektion Emanuel Ungaro Paris by Malone Souliers. Colagrossi schied im April 2018 bei Ungaro aus. Im Oktober 2018 trennte sich das Haus von Luwolt. Seither werden die Damen-Kollektionen von einem hauseigenen Design-Team kreiert.

### Kollektionen
Damenkollektionen
- Ungaro Couture – Haute Couture Kollektion, 1965 lanciert, 2004 eingestellt
- Emanuel Ungaro (vormals: Ungaro Parallèle) – Luxus-Prêt-à-Porter-Linie, 1968 lanciert, 2011 eingestellt, 2013 als Lizenzkollektion fortgeführt
- Emanuel (by) Emanuel Ungaro – jugendliche Zweitlinie für den US-Markt (als Nachfolge der Ungaro Ter Kollektion der 1980er), 1991 lanciert, eingestellt
- Ungaro Fuchsia – modische Lizenz-Zweitlinie für Damen ab 2002
- Ungaro Fever (vormals: Ungaro Weekend) – Sports- und Jeanswear-Linie, 1998 lanciert, eingestellt
- U by Ungaro – Lizenz-Zweitlinie für den asiatischen Markt ab 1997
- Ungaro Sun – Bademoden, 2004 lanciert, eingestellt

Herrenkollektionen (Mitte 2010 komplett eingestellt, danach zum Teil als Lizenzkollektion fortgeführt)
- Emanuel Ungaro (ursprünglich Ungaro Uomo, später Ungaro pour homme) – Luxus-Konfektionskleidung, 1973 lanciert (eingestellt)
- Ungaro Homme – Herrenkollektion (zunächst eingestellt, ab 2010 in Lizenz fortgeführt)
- Emanuel (by) Emanuel Ungaro – jugendliche Zweitlinie für den US-Markt, 1991 lanciert (eingestellt)
- U by Ungaro – Zweitlinie für den asiatischen Markt ab 1997

### Modedesigner im Hause Ungaro
- Emanuel Ungaro (Haute Couture 1965–2004,  Prêt-à-porter 1968–1997)
- Giambattista Valli (Prêt-à-porter 1997–2004)
- Vincent Darré (P-à-p 2005–2006)
- Jose Levy (Herrenmode, 2005–2007)
- Peter Dundas (P-à-p 2006–2007)
- Esteban Cortazar (P-à-p 2007–2009)
- Franck Boclet (Herrenmode, 2007–2010)
- Estrella Archs (P-à-p 2009–2010)
- Lindsay Lohan (P-à-p 2009–2010)
- Giles Deacon (P-à-p 2010–2011)
- Jeanne Labib-Lamour (P-à-p 2011–2012)
- Fausto Puglisi (P-à-p 2013–2017)
- Philippe Paubert (Herren, 2016-dato)
- Marco Colagrossi (P-à-p 2017–2018)

### Parfüm
Seit 1977 hat das Haus Ungaro in Lizenz zahlreiche Düfte für Damen und Herren lanciert. Derzeit liegt die Lizenz bei der Ferragamo Group. Zu den lancierten (und zum Teil eingestellten) Düften gehören unter anderem (D Damen, H Herren; wichtige bzw. bis heute erhältliche Düfte in Fettschrift):
Ungaro (1977, D), Diva (1983, D), Senso (1987, D), Ungaro pour l’homme (1991, H), Ungaro pour l’homme II (1992, H), Ungaro pour l’homme III (1993, H), Desnuda (2001, D), Apparition (2004, D), Apparition Homme (2005, H), U by Ungaro for her (2007, D), U by Ungaro for him (2007, H), Ungaro (2007, D), Ungaro Man (2008, H) Diva Rose (2011, D), L’Amour Fou (2011, D), Ungaro Love Kiss (2012, D), Ungaro Blue Ice (2012, H), Ungaro for him (2013, H), Ungaro Feminin (2013, D), Ungaro Masculin (2013, H), Ungaro Fruit d’Amour [in Variationen] (2014, D), La Diva (2016, D), Ungaro Love (2016, D), Ungaro Power (2016, H), Ungaro L’homme (2018, H), Emanuel Ungaro for her (2019, D), Emanuel Ungaro for him (2019, H)